# Zladovac
Zladovac (en serbe cyrillique : Зладовац) est un village de Serbie situé dans la municipalité de Žitorađa, district de Toplica. Au recensement de 2011, il comptait 24 habitants.

## Démographie
| 1948 | 1953 | 1961 | 1971 | 1981 | 1991 | 2002 | 2011 |
| ---- | ---- | ---- | ---- | ---- | ---- | ---- | ---- |
| 732  | 738  | 734  | 87   | 55   | 38   | 20   | 24   |

|  |